# Кумитык
Кумитык (дари کومتک) — кишлак на северо-востоке Афганистана, в вилаяте (провинции) Бадахшан. Входит в состав района Вахан.

## Географическое положение
Кумитык расположен на северо-востоке Бадахшана, в высокогорной местности, на левом берегу реки Вахандарьи, на расстоянии приблизительно 294 километров к востоку от города Файзабада, административного центра вилаята. Абсолютная высота — 3743 метра над уровнем моря. Ближайшие населённые пункты — кишлак Хашкоз (выше по течению Вахандарьи), кишлак Киштав (ниже по течению Вахандарьи).

## Население
В национальном составе населения преобладают ваханцы.